# بيتر ليزلي سميث
بيتر ليزلي سميث (بالإنجليزية: Peter Leslie Smith)‏ هو كاهن كاثوليكي جنوب أفريقي، ولد في 8 فبراير 1958 في بيترماريتزبرغ في جنوب أفريقيا.